# Jean-Claude Eloy
Jean-Claude Eloy (Mont-Saint-Aignan, 15 giugno 1938) è un musicista e compositore francese, di musica strumentale, vocale ed elettroacustica.

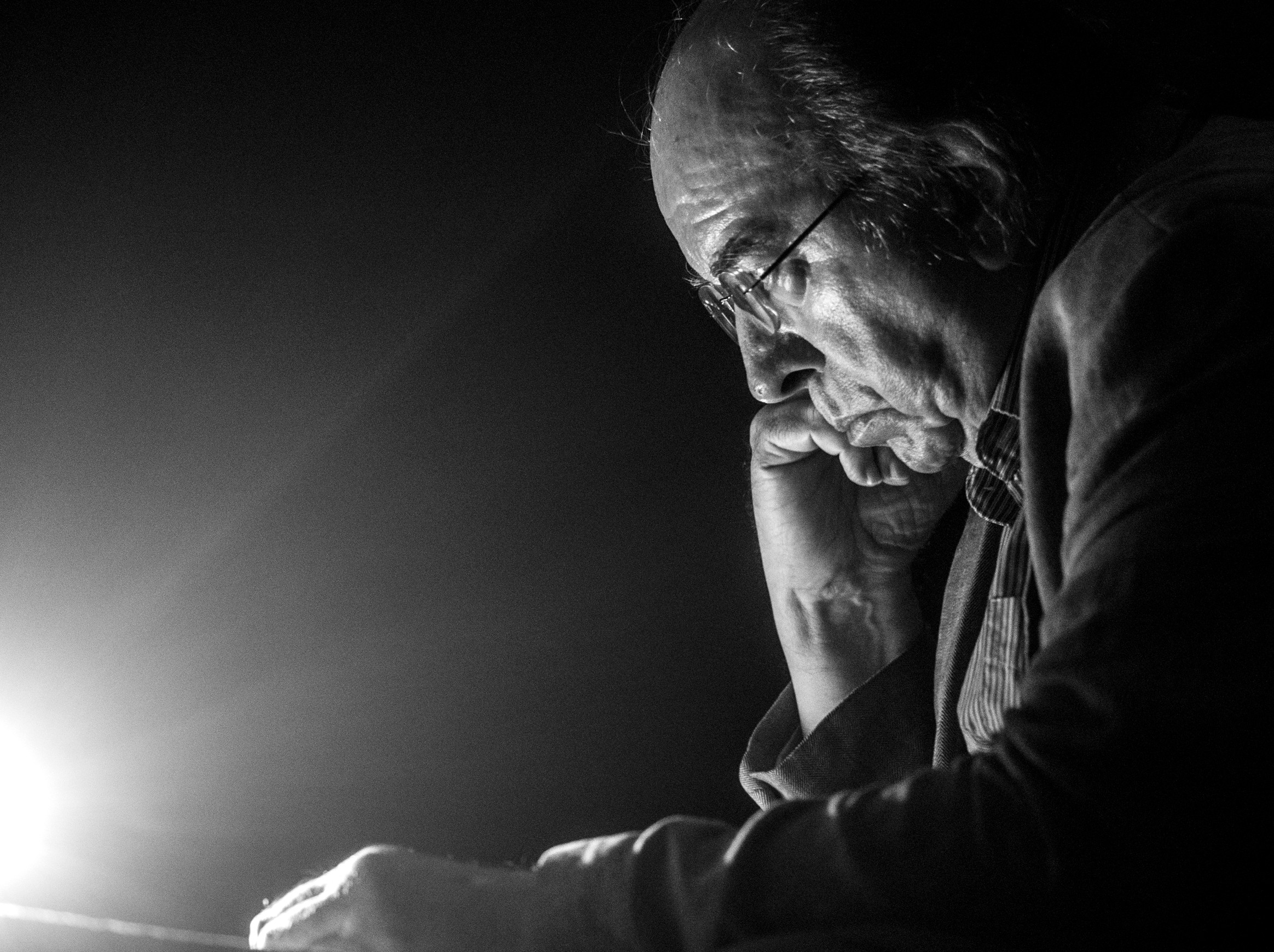
Jean-Claude Eloy nel 2015.

Nella sua opera compie una delle sintesi più significative della musica del ventesimo secolo: tra musica acustica ed elettroacustica, tra tradizioni occidentali e non occidentali.
Pur ricevendo una solida istruzione classica, sin dalla giovinezza Eloy è un cultore di musiche non europee. Sebbene egli non abbia mai rigettato la complessità costruttiva del pensiero musicale occidentale, l'esperienza delle musiche non europee determina in maniera decisiva la sua ispirazione artistica.

## Formazione musicale
Dopo aver compiuto studi classici al Conservatorio di Parigi (pianoforte, musica da camera, contrappunto, onde Martenot e composizione con Darius Milhaud) tra la fine degli anni cinquanta e l'inizio dei sessanta frequenta i corsi estivi di Darmstadt. Dal 1961 al 1963 è allievo di Pierre Boulez alla Musikakademie di Basilea (Svizzera).
Il giovane Eloy assimila con grande celerità la lezione della seconda scuola di Vienna (Schönberg, Berg, Webern) e della musica di Messiaen, come testimoniato da opere quali Trois pièces pour piano (1960), Cinq poèmes de Saîgyo (1960) per soprano e pianoforte e Chants pour une ombre (1961) per soprano e otto strumenti.

## Carriera
Il confronto con Pierre Boulez è determinante per la sua formazione musicale giovanile. Le prime opere ad avere una risonanza pubblica sono Etude III (1962) per orchestra (dedicato a Darius Milhaud) ed Equivalences (1963) per 18 musicisti (dedicato a Pierre Boulez).
Dal 1966 al 1968 Eloy è professore alla University of California, Berkeley. In seguito all'esperienza americana Eloy si distacca dal serialismo e nella sua opera diviene sempre più centrale l'interesse per il fenomeno sonoro in se stesso e per la dimensione rituale. Dall'inizio degli anni settanta diventano sempre più espliciti e frequenti i richiami culturali al patrimonio filosofico e musicale delle tradizioni asiatiche (in particolare India e Giappone).
L'opera Kâmakalâ per 3 orchestre, 5 gruppi corali e 3 direttori rappresenta un vero e proprio punto di svolta stilistico.
Nel 1972 Eloy è invitato da Karlheinz Stockhausen allo studio di musica elettronica di Colonia (WDR) per realizzare la sua prima opera elettronica. Il risultato delle sue sperimentazioni in studio col suono e col tempo del suono è Shânti (1972/73), un grande affresco dalla durata di circa due ore per suoni elettronici e concreti, ispirato in particolar modo dalla filosofia eraclitea (la lotta tra gli opposti) e dagli scritti sullo yoga di Sri Aurobindo Ghose.
Dopo la composizione di Fluctuante-Immuable (1977) per orchestra, tra il 1977 e il 1978 Eloy lavora a Tokio, allo studio di musica elettronica della radio giapponese (NHK), dove realizza Gaku-no-Michi, un affresco sonoro di circa 4 ore basato sulla dialettica tra materiali concreti (registrati dalla vita quotidiana giapponese) ed astratti (puramente elettronici).
Anche le maggiori opere successive sono in relazione con la cultura e la musica giapponese: Yo-In (1980) musica per un rituale immaginario per nastro magnetico e un personaggio-percussionista; À l'approche du Feu Méditant ... (1983) per 27 strumenti gagaku e due cori di monaci buddhisti (stile tradizionale di canto Shômyô – di cui quattro cantori solisti di Shômyô) e cinque danzatori Bugaku; Anahata (1984-1986) per suoni elettronici e concreti, cinque musicisti gagaku e due monaci buddhisti giapponesi (canto Shômyô).
Verso la fine degli anni ottanta Eloy progetta una grande opera ciclica col titolo Libérations, centrata attorno a figure femminili, che tuttavia fino ad oggi è rimasta incompiuta. Nell'ambito di questo progetto Eloy comincia la sua intensa collaborazione con cantanti quali Yumi Nara (Butsumyôe, 1989), Fatima Miranda (Sappho Hiketis, 1989) e Junko Ueda (Erkos, 1991; ... kono yo no hoka ..., 1996).
Eloy ha fondato la sua propria casa editoriale e discografica hors territoires col fine di documentare il suo lavoro artistico con la pubblicazione di libri e dischi.

## Opere (selezione)
- Trois pièces pour piano (1960) (13')
- Stèle pour Omar Khayyam (1960) pour voix de soprano, piano, harp et percussion (20')
- Cinq poèmes de Saîgyo (1960) pour voix de soprano et piano (9')
- Chants pour une ombre (1961) pour voix de soprano et huit instrumentistes (18')
- Etudes I et II pour flûte (1962), violoncelle et harpe (21')
- Etude III (1962), pour orchestre (20')
- Equivalences (1963), pour 18 instrumentistes (10')
- Faisceaux-Diffractions (1970), pour 28 instrumentistes (25')
- Kâmakalâ (1971), pour trois groupes d'orchestre, cinq groupes de chœurs, trois chefs (approximativement 32')
- Shânti ("Paix", 1972-73), pour sons electroniques et concrets (1h45', WDR Elektronische Musik Studio, Cologne)
- Fluctuante-Immuable (1977), pour grand orchestre (20')
- Gaku-no-Michi ("Les Voies de la musique", traduit aussi par " La Voie des sons " (1977-78), film sans images pour sons électroniques et concrets (3h50', NHK Electronic Music Studio, Tokyo
- Yo-In ("Reverberations",1980), théâtre sonore pour un rituel imaginaire, avec un personnage-percussionniste, electroacoustique, lumières (3h40' en 4 actes, Instituut voor Sonologie, Utrecht)
- Etude IV (1979), electroacoustique, UPIC – ordinateur avec interface graphique - (20')
- A l'Approche du Feu Méditant (1983), pour 27 instrumentistes de l'orchestre du " Gagaku " au Japon, avec deux chœurs de moines Bouddhistes des sectes Shingon et Tendai, et six percussionnistes (2h30')
- Anâhata ("Vibration d'origine", 1984-86), pour deux voix solistes de moines chanteurs Bouddhistes, trois instrumentistes de l'orchestre du " Gagaku ", percussion, électroacoustique, lumières (3h45')
- Butsumyôe et Sappho Hikètis ("La cérémonie du repentir", "Sappho implorante", 1989), pour deux voix de femmes (techniques vocales étendues), electroacoustique (1h00')
- Erkos ("Chant, Prière", 1990-91), pour une soliste de Satsuma-Biwa et vocaliste(techniques du "Shômyo"), avec electroacoustique (1h05', WDR Elektronische Musik Studio, Cologne)
- Two American Women (1996), pour deux voix de femmes (techniques chantées et parlées), avec électroacoustique
- … kono yo no hoka …  (" … ce monde au-delà …", 1996), voix solo (techniques vocales étendues, au-delà du "Shômyô", 30')
- Galaxies (1996), electroacoustique, avec voix solo (1h15')